# Język bati (austronezyjski)
Język bati, także gah – język austronezyjski używany w prowincji Moluki w Indonezji. Według danych z 1989 r. posługuje się nim 3500 osób.
Jego użytkownicy zamieszkują obszar pomiędzy miejscowościami Kian Darat i Keleser we wschodniej części wyspy Seram (tereny wzdłuż wybrzeża oraz górzyste wnętrze wyspy). Bywa uważany za dialekt języka geser-gorom, przy czym jego użytkownicy mają odrębną tożsamość językową. Lokalnie bywa określany mianem minak esi („język górski”). Społeczność Bati słynie z przywiązania do wierzeń tradycyjnych, niechętnie udziela informacji nt. swojego języka i kultury. 
Wiele osób deklaruje również znajomość geser-gorom. 
Język bati nie wykształcił piśmiennictwa. Alfred R. Wallace opisał go w postaci listy słownictwa w swojej książce The Malay Archipelago, opublikowanej w 1869 r.